# Francis Charron
Francis Charron, född 22 augusti 1983, är en kanadensisk ishockeydomare som är verksam i den nordamerikanska ishockeyligan National Hockey League (NHL) sedan 2010. Under sin domarkarriär i NHL har han dömt 598 grundspelsmatcher, 80 slutspelsmatcher (Stanley Cup) och två Stanley Cup-finaler.